# Trofeul Carpați (handbal feminin) - Ediția a 53-a
Competiția din 2023 a reprezentat a 53-a ediție a Trofeului Carpați la handbal feminin pentru senioare, turneu amical organizat anual de Federația Română de Handbal cu începere din anul 1959. Ediția din 2023 a fost găzduită de noua sală polivalentă TeraPlast Arena din orașul Bistrița, între 23 și 25 noiembrie 2023.
Câștigătoarea ediției a 53-a a fost echipa României.

## Echipe participante
Echipele participante au fost: Austria, Elveția, Portugalia și România.

### România
România a participat cu un lot condus de antrenorii Florentin Pera și Bogdan Burcea. Componența echipei a fost anunțată pe 14 noiembrie 2023.
- Antrenor principal:  Florentin Pera
- Antrenor secund:  Bogdan Burcea
- Antrenor pentru portari:  Ildiko Barbu

| Nr. | Post                | Nume                 | Data nașterii (vârsta) | Înălțime | Selecții | Goluri | Echipă                         |
| --- | ------------------- | -------------------- | ---------------------- | -------- | -------- | ------ | ------------------------------ |
| 2   | Extremă stânga      | Nicoleta Dincă       | 2 iunie 1988           | 1,70 m   |          |        | CS Gloria 2018 Bistrița-Năsăud |
| 4   | Intermediar stânga  | Claudia Pașcan       | 18 iunie 1994          | 1,77 m   |          |        | SCM Craiova                    |
| 7   | Centru              | Eliza Buceschi       | 1 august 1993          | 1,77 m   |          |        | CS Rapid București             |
| 8   | Intermediar stânga  | Cristina Neagu       | 26 august 1988         | 1,80 m   |          |        | CSM București                  |
| 9   | Extremă stânga      | Ana Maria Tănasie    | 6 aprilie 1995         | 1,73 m   |          |        | CS Minaur Baia Mare            |
| 12  | Portar              | Diana Ciucă          | 1 iunie 2000           | 1,80 m   |          |        | CS Rapid București             |
| 13  | Centru              | Cristina Laslo       | 10 aprilie 1996        | 1,78 m   |          |        | CS Gloria 2018 Bistrița-Năsăud |
| 14  | Intermediar stânga  | Bianca Bazaliu       | 30 iulie 1997          | 1,81 m   |          |        | CS Gloria 2018 Bistrița-Năsăud |
| 18  | Intermediar dreapta | Daria Bucur          | 11 iulie 1999          | 1,80 m   |          |        | SCM Gloria Buzău               |
| 20  | Portar              | Iulia Dumanska       | 15 august 1996         | 1,78 m   |          |        | CS Gloria 2018 Bistrița-Năsăud |
| 21  | Extremă stânga      | Alexandra Dindiligan | 16 februarie 1997      | 1,69 m   |          |        | CSM București                  |
| 22  | Extremă dreapta     | Alexandra Badea      | 22 mai 1998            | 1,75 m   |          |        | CS Rapid București             |
| 27  | Pivot               | Lorena Ostase        | 25 iulie 1997          | 1,79 m   |          |        | CS Rapid București             |
| 30  | Extremă dreapta     | Sonia Seraficeanu    | 25 iulie 1997          | 1,74 m   |          |        | CS Gloria 2018 Bistrița-Năsăud |
| 33  | Pivot               | Nicoleta Balog       | 17 noiembrie 1994      | 1,76 m   |          |        | HC Dunărea Brăila              |
| 70  | Centru              | Andreea Popa         | 3 iunie 2000           | 1,77 m   |          |        | HC Dunărea Brăila              |
| 71  | Intermediar dreapta | Alicia Gogîrlă       | 17 ianuarie 2003       | 1,83 m   |          |        | SCM Râmnicu Vâlcea             |
| 77  | Pivot               | Crina Pintea         | 3 aprilie 1990         | 1,92 m   |          |        | CSM București                  |
| 94  | Portar              | Elena Șerban         | 15 octombrie 1994      | 1,82 m   |          |        | HC Dunărea Brăila              |
| 98  | Portar              | Daciana Hosu         | 16 ianuarie 1998       | 1,82 m   |          |        | SCM Râmnicu Vâlcea             |

### Austria
Austria a participat cu un lot de 16 jucătoare, condus de antrenorul Herbert Müller. Componența echipei a fost anunțată pe 9 noiembrie 2023.
- Antrenor principal:  Herbert Müller
- Antrenor secund:  Helfried Müller

| Nr. | Post                | Nume              | Data nașterii (vârsta) | Înălțime | Selecții | Goluri | Echipă                 |
| --- | ------------------- | ----------------- | ---------------------- | -------- | -------- | ------ | ---------------------- |
| 1   | Portar              | Lena Ivancok      | 29 martie 2001         | 1,84 m   | 33       | 2      | Sport-Union Neckarsulm |
| 3   | Intermediar stânga  | Katarina Pandža   | 17 aprilie 2002        | 1,76 m   | 27       | 94     | RK Podravka Koprivnica |
| 5   | Centru              | Sonja Frey        | 22 aprilie 1993        | 1,69 m   | 109      | 537    | Thüringer HC           |
| 6   | Extremă stânga      | Mirela Dedić      | 15 decembrie 1991      | 1,69 m   | 78       | 132    | Hypo Niederösterreich  |
| 9   | Centru              | Patrícia Kovács   | 26 mai 1996            | 1,78 m   | 74       | 278    | Hypo Niederösterreich  |
| 15  | Extremă dreapta     | Claudia Wess      | 15 iunie 1995          | 1,82 m   | 77       | 64     | Hypo Niederösterreich  |
| 16  | Portar              | Petra Blazek      | 15 iunie 1987          | 1,82 m   | 221      | 3      | Hypo Niederösterreich  |
| 17  | Intermediar stânga  | Johanna Reichert  | 31 decembrie 2001      | 1,78 m   | 31       | 73     | Thüringer HC           |
| 18  | Intermediar dreapta | Kristina Dramac   | 9 ianuarie 2002        | 1,80 m   | 24       | 20     | RK Lokomotiva Zagreb   |
| 19  | Extremă dreapta     | Lilli Gschwentner | 15 martie 2003         | 1,70 m   | 4        | 0      | WAT Atzgersdorf        |
| 22  | Pivot               | Stefanie Kaiser   | 31 octombrie 1992      | 1,81 m   | 90       | 131    | HSG Blomberg-Lippe     |
| 29  | Intermediar stânga  | Ines Ivančok      | 14 aprilie 1998        | 1,82 m   | 57       | 173    | Mosonmagyaróvári KC SE |
| 44  | Pivot               | Nora Leitner      | 5 mai 2002             | 1,82 m   | 18       | 21     | Hypo Niederösterreich  |
| 54  | Extremă stânga      | Santina Sabatnig  | 4 ianuarie 2004        | 1,75 m   | 14       | 6      | HC Rödertal            |
| 57  | Pivot               | Josefine Huber    | 19 februarie 1996      | 1,80 m   | 52       | 132    | Thüringer HC           |
| 64  | Centru              | Ana Pandža        | 24 decembrie 2003      | 1,71 m   | 15       | 10     | RK Podravka Koprivnica |

### Elveția
Elveția a participat cu un lot de 18 jucătoare, condus de antrenorul Knut Ove Joa. O echipă provizorie cu 15 handbaliste a fost anunțată pe 6 noiembrie 2023. Ulterior, Lea Schüpbach a fost retrasă din cauza unei accidentări. Echipa finală a fost anunțată pe 16 noiembrie.
- Antrenor principal:  Knut Ove Joa
- Antrenor secund:  Vroni Keller

| Nr. | Post                | Nume            | Data nașterii (vârsta) | Înălțime | Selecții | Goluri | Echipă                  |
| --- | ------------------- | --------------- | ---------------------- | -------- | -------- | ------ | ----------------------- |
| 2   | Intermediar stânga  | Chantal Wick    | 24 februarie 1994      | 1,74 m   | 45       | 32     | GC Amicitia Zürich      |
| 3   | Centru              | Kerstin Kündig  | 2 iulie 1993           | 1,77 m   | 84       | 230    | Thüringer HC            |
| 4   | Centru              | Laurentia Wolff | 19 august 2003         | 1,72 m   | 8        | 0      | LC Brühl                |
| 5   | Centru              | Lisa Frey       | 16 februarie 1995      | 1,76 m   | 83       | 136    | HSG Blomberg-Lippe      |
| 7   | Pivot               | Tabea Schmid    | 14 august 2003         | 1,75 m   | 25       | 88     | København Håndbold      |
| 8   | Extremă dreapta     | Mia Emmenegger  | 17 ianuarie 2005       | 1,60 m   | 21       | 113    | Spono Eagles            |
| 10  | Intermediar stânga  | Daphne Gautschi | 9 iulie 2000           | 1,73 m   | 43       | 147    | Handball Plan-de-Cuques |
| 12  | Portar              | Manuela Brütsch | 14 februarie 1984      | 1,76 m   | 163      | 0      | HSG Bad Wildungen       |
| 15  | Intermediar stânga  | Norma Goldmann  | 6 octombrie 2003       | 1,72 m   | 9        | 4      | HSG Bad Wildungen       |
| 16  | Portar              | Sladana Dokovic | 22 iulie 1995          | 1,76 m   | 38       | 0      | LC Brühl                |
| 17  | Intermediar stânga  | Charlotte Kähr  | 27 iunie 2001          | 1,73 m   | 38       | 55     | Buxtehuder SV           |
| 18  | Extremă stânga      | Melanie Felber  | 14 februarie 1991      | 1,63 m   | 12       | 19     | Skara HF                |
| 20  | Extremă stânga      | Alessia Riner   | 8 ianuarie 2004        | 1,70 m   | 25       | 53     | Sport-Union Neckarsulm  |
| 21  | Intermediar dreapta | Malin Altherr   | 14 februarie 2003      | 1,78 m   | 30       | 39     | LC Brühl                |
| 22  | Centru              | Nuria Bucher    | 21 martie 2005         | 1,77 m   | 13       | 35     | Spono Eagles            |
| 27  | Intermediar stânga  | Celia Heinzer   | 19 mai 2002            | 1,82 m   | 20       | 33     | LK Zug                  |
| 34  | Intermediar dreapta | Emma Bächtiger  | 28 mai 2004            | 1,78 m   | 9        | 6      | LK Zug                  |
| 41  | Portar              | Soraya Schaller | 23 aprilie 2002        | 1,67 m   | 0        | 0      | Spono Eagles            |

### Portugalia
Portugalia a participat cu un lot de 16 jucătoare, condus de antrenorul José António Silva. Componența echipei a fost anunțată inițial pe 14 noiembrie 2023 și ușor modificată ulterior.
- Antrenor principal:  José António Silva
- Antrenor secund:  Serafim Borges

| Nr. | Post                | Nume               | Data nașterii (vârsta) | Înălțime | Selecții | Goluri | Echipă                         |
| --- | ------------------- | ------------------ | ---------------------- | -------- | -------- | ------ | ------------------------------ |
| 1   | Portar              | Isabel Góis        | 10 octombrie 1995      | 1,80 m   |          |        | Madeira Andebol SAD            |
| 6   | Extremă stânga      | Carolina Monteiro  | 8 octombrie 1998       | 1,68 m   |          |        | Colégio de Gaia                |
| 7   | Pivot               | Bebiana Sabino     | 15 noiembrie 1986      | 1,74 m   |          |        | Colégio de Gaia                |
| 8   | Centru              | Constança Sequeira | 17 februarie 2004      | 1,73 m   |          |        | SL Benfica                     |
| 9   | Intermediar stânga  | Carolina Silva     | 19 august 1997         | 1,75 m   |          |        | Motive.co Gijón                |
| 10  | Intermediar stânga  | Carolina Loureiro  | 2 mai 1998             | 1,84 m   |          |        | Achenheim Truchtersheim        |
| 18  | Portar              | Matilde Rosa       | 8 iulie 2005           | 1,75 m   |          |        | CDE Gil Eanes                  |
| 19  | Centru              | Patrícia Lima      | 3 februarie 1995       | 1,78 m   |          |        | CBF Málaga Costa del Sol       |
| 22  | Pivot               | Nádia Rodrigues    | 28 martie 2001         | 1,73 m   |          |        | SL Benfica                     |
| 23  | Extremă dreapta     | Patrícia Rodrigues | 6 noiembrie 1997       | 1,65 m   |          |        | Madeira Andebol SAD            |
| 25  | Intermediar dreapta | Luciana Rebelo     | 25 iulie 2005          | 1,86 m   |          |        | Team Esbjerg                   |
| 29  | Extremă dreapta     | Joana Garcês       | 27 noiembrie 2000      | 1,70 m   |          |        | ABC de Braga                   |
| 73  | Intermediar stânga  | Joana Resende      | 23 martie 2001         | 1,76 m   |          |        | Handball Clermont Métropole 63 |
| 66  | Centru              | Naíde Gonçalves    | 22 februarie 2005      | 1,71 m   |          |        | ABC de Braga                   |
| 81  | Intermediar stânga  | Carmen Figueiredo  | 3 ianuarie 2005        | 1,78 m   |          |        | CDE Gil Eanes                  |
| 99  | Intermediar stânga  | Maria Unjanque     | 11 februarie 2003      | 1,77 m   |          |        | SL Benfica                     |

## Partide
Partidele au avut loc loc pe durata a trei zile, 23, 24 și 25 noiembrie 2023, la TeraPlast Arena din Bistrița. Meciurile s-au jucat în sistem fiecare cu fiecare și au fost transmise de postul de televiziune PRO Arena. Programul complet și orele de desfășurare ale partidelor au fost anunțate pe 9 noiembrie 2023. Biletele au fost puse în vânzare în aceeași zi.
| 23 noiembrie 2023 PRO•ARENA15:00 | Austria              | 32 – 20 | Portugalia  | TeraPlast Arena, Bistrița Arbitri: Badea, Sándor |
| 23 noiembrie 2023 PRO•ARENA15:00 | Frey, Pandža, Wess 4 | (16–12) | Rodrigues 5 | TeraPlast Arena, Bistrița Arbitri: Badea, Sándor |
| 23 noiembrie 2023 PRO•ARENA15:00 | × 1×                 | Cronica | 3× 1×       | TeraPlast Arena, Bistrița Arbitri: Badea, Sándor |

| 23 noiembrie 2023 PRO•ARENA17:30 | România           | 33 – 28 | Elveția      | TeraPlast Arena, Bistrița Arbitri: Răduț, Enache |
| 23 noiembrie 2023 PRO•ARENA17:30 | Bazaliu, Pintea 6 | (20–11) | Emmenegger 7 | TeraPlast Arena, Bistrița Arbitri: Răduț, Enache |
| 23 noiembrie 2023 PRO•ARENA17:30 | 3×                | Cronica | 6× 2×        | TeraPlast Arena, Bistrița Arbitri: Răduț, Enache |

| 24 noiembrie 2023 PRO•ARENA15:00 | Elveția                      | 33 – 34 | Austria   | TeraPlast Arena, Bistrița Asistență: 200 Arbitri: Badea, Sándor |
| 24 noiembrie 2023 PRO•ARENA15:00 | Bucher, Emmenegger, Schmid 5 | (14–19) | Pandža 10 | TeraPlast Arena, Bistrița Asistență: 200 Arbitri: Badea, Sándor |
| 24 noiembrie 2023 PRO•ARENA15:00 | 6× 1×                        | Cronica | 9× 2× 1×  | TeraPlast Arena, Bistrița Asistență: 200 Arbitri: Badea, Sándor |

| 24 noiembrie 2023 PRO•ARENA19:30 | România       | 32 – 22 | Portugalia  | TeraPlast Arena, Bistrița Asistență: 2500 Arbitri: Mârza, Nedelea |
| 24 noiembrie 2023 PRO•ARENA19:30 | Seraficeanu 5 | (17–7)  | Rodrigues 6 | TeraPlast Arena, Bistrița Asistență: 2500 Arbitri: Mârza, Nedelea |
| 24 noiembrie 2023 PRO•ARENA19:30 | 4×            | Cronica | 8×          | TeraPlast Arena, Bistrița Asistență: 2500 Arbitri: Mârza, Nedelea |

| 25 noiembrie 2023 PRO•ARENA15:00 | Portugalia     | 32 – 34 | Elveția   | TeraPlast Arena, Bistrița Asistență: 650 Arbitri: Mârza, Nedelea |
| 25 noiembrie 2023 PRO•ARENA15:00 | N. Rodrigues 8 | (14–17) | Schmid 11 | TeraPlast Arena, Bistrița Asistență: 650 Arbitri: Mârza, Nedelea |
| 25 noiembrie 2023 PRO•ARENA15:00 | 5× 2×          | Cronica | 5×        | TeraPlast Arena, Bistrița Asistență: 650 Arbitri: Mârza, Nedelea |

| 25 noiembrie 2023 PRO•ARENA17:30 | România    | 41 – 35 | Austria   | TeraPlast Arena, Bistrița Asistență: 3000 Arbitri: Răduț, Enache |
| 25 noiembrie 2023 PRO•ARENA17:30 | Buceschi 9 | (24–17) | Pandža 12 | TeraPlast Arena, Bistrița Asistență: 3000 Arbitri: Răduț, Enache |
| 25 noiembrie 2023 PRO•ARENA17:30 | 5× 1×      | Cronica | 6× 1×     | TeraPlast Arena, Bistrița Asistență: 3000 Arbitri: Răduț, Enache |

## Clasament și statistici

### Clasamentul final
Actualizat pe 25 noiembrie 2023
| Echipa     | M | V | E | Î | GM  | GP | G   | Pct |
| ---------- | - | - | - | - | --- | -- | --- | --- |
| România    | 3 | 3 | 0 | 0 | 106 | 85 | +21 | 6   |
| Austria    | 3 | 2 | 0 | 1 | 101 | 94 | +7  | 4   |
| Elveția    | 3 | 1 | 0 | 2 | 95  | 99 | −4  | 2   |
| Portugalia | 3 | 0 | 0 | 3 | 74  | 98 | −24 | 0   |

| Actualizat pe 25 noiembrie 2023 \| Poz. \| Nume \| Echipă \| Goluri \| \| ---- \| ------------------ \| ---------- \| ------ \| \| 1 \| Katarina Pandža \| Austria \| 26 \| \| 2 \| Tabea Schmid \| Elveția \| 21 \| \| 3 \| Patrícia Rodrigues \| Portugalia \| 18 \| \| 4 \| Eliza Buceschi \| România \| 16 \| \| 4 \| Mia Emmenegger \| Elveția \| 16 \| \| 6 \| Crina Pintea \| România \| 14 \| \| 7 \| Cristina Laslo \| România \| 12 \| \| 8 \| Josefine Huber \| Austria \| 11 \| \| 8 \| Johanna Reichert \| Austria \| 11 \| \| 10 \| Bianca Bazaliu \| România \| 10 \| \| 10 \| Nuria Bucher \| Elveția \| 10 \| \| 10 \| Lorena Ostase \| România \| 10 \| \| 10 \| Nádia Rodrigues \| Portugalia \| 10 \| | Premiile turneului au fost anunțate pe 25 noiembrie. - Cea mai bună jucătoare: Cristina Laslo - Cea mai bună marcatoare: Katarina Pandža (26 de goluri) - Cel mai bun portar: Diana Ciucă |            |        |
| Poz. | Nume | Echipă     | Goluri |
| 1 | Katarina Pandža | Austria    | 26     |
| 2 | Tabea Schmid | Elveția    | 21     |
| 3 | Patrícia Rodrigues | Portugalia | 18     |
| 4 | Eliza Buceschi | România    | 16     |
| 4 | Mia Emmenegger | Elveția    | 16     |
| 6 | Crina Pintea | România    | 14     |
| 7 | Cristina Laslo | România    | 12     |
| 8 | Josefine Huber | Austria    | 11     |
| 8 | Johanna Reichert | Austria    | 11     |
| 10 | Bianca Bazaliu | România    | 10     |
| 10 | Nuria Bucher | Elveția    | 10     |
| 10 | Lorena Ostase | România    | 10     |
| 10 | Nádia Rodrigues | Portugalia | 10     |